# Hypselecara
Hypselecara är ett släkte av fiskar. Hypselecara ingår i familjen Cichlidae.
Kladogram enligt Catalogue of Life:
| Hypselecara | \| \| Hypselecara coryphaenoides \| \| \| \| \| \| chokladcichlid \| \| \| \| |
|             | \| \| Hypselecara coryphaenoides \| \| \| \| \| \| chokladcichlid \| \| \| \| |
|             | Hypselecara coryphaenoides                                                    |
|             |                                                                               |
|             | chokladcichlid                                                                |
|             |                                                                               |